# فردریش یکم، دوک وورتمبرگ
فردریک اول دوک وورتمبرگ (انگلیسی: Frederick I, Duke of Württemberg) سیاست‌مدار اهل آلمان بود.